# Călătoriile lui Gulliver (miniserial)
Călătoriile lui Gulliver (Gulliver's Travels, cunoscut și ca Ted Danson's Gulliver's Travels) este un miniserial TV din 1996 scris de Simon Moore și regizat de Charles Sturridge după un roman satiric omonim din 1726 de Jonathan Swift. Este produs de Jim Henson Productions și Hallmark Entertainment.
Miniseria a fost difuzată în Marea Britanie pe Channel 4 și în Statele Unite pe NBC în februarie 1996. Miniseria îi are în distribuție pe Ted Danson, Mary Steenburgen, Tom Sturridge (fiul regizorului), James Fox, Omar Sharif, Peter O'Toole, Alfre Woodard, Kristin Scott Thomas și John Gielgud.
Serialul a fost nominalizat la unsprezece premii Emmy și a câștigat cinci (inclusiv pentru cea mai bună miniserie).

## Rezumat
În această versiune, Dr. Gulliver a revenit înapoi la familia sa după o lungă absență. Acțiunea se schimbă înainte și înapoi între flashback-uri cu călătoriile sale și prezentul în care povestește călătoriile sale și a fost internat într-un azil de nebuni (flashback-urile și încarcerarea în azil nu apar în romanul original). În timp ce miniserialul rămâne fidel romanului, finalul a fost schimbat pentru a avea o concluzie mai optimistă. În carte, Gulliver este atât de impresionat de țara utopică a Houyhnhnm-ilor, încât, când se întoarce în Anglia, alege în cele din urmă să-și trăiască viața printre caii din hambarul său, mai degrabă decât cu familia sa. În miniserial, își revine din această obsesie și se întoarce la soția și copilul său.

## Distribuție

### Roluri principale
- Ted Danson – Lemuel Gulliver
- Mary Steenburgen – Mary Gulliver
- Tom Sturridge – Tom Gulliver
- James Fox – Dr. Bates
- Peter O'Toole – Emperor of Lilliput
- Omar Sharif – Sorcerer
- Alfre Woodard – Queen of Brobdingnag
- John Gielgud – Professor of Sunlight

### Invitați
- Ned Beatty – Farmer Grultrud
- Annette Badland – Farmer Grultrud's Wife
- Kate Maberly – Glumdalclitch
- Shashi Kapoor – Rajah of Laputa
- Geraldine Chaplin – Empress Munodi
- Navin Chowdhry – Prince Munodi
- Edward Fox – General Limtoc
- Warwick Davis – Grildrig
- Edward Woodward – Drunlo
- Nicholas Lyndhurst – Clustril
- Phoebe Nicholls – Empress of Lilliput
- Robert Hardy – Dr Parnell
- Kristin Scott Thomas – Immortal Gatekeeper
- Isabelle Huppert – Houyhnhnm Mistress (voce)
- John Standing – Admiral Bolgolam
- John Wells – Flimnap the Treasurer
- Graham Crowden – Professor of Politics
- Richard Wilson – Professor of Language
- Edward Petherbridge – Dr. Pritchard
- Karyn Parsons – Lady-In-Waiting
- George Harris – Brobdingnag Scientist